# 格拉菲尼舍曼
格拉菲尼舍曼（法語：Graffigny-Chemin，法語發音：[ɡʁafiɲi ʃəmɛ̃]）是法国上马恩省的一个市镇，属于肖蒙区。

## 地理
格拉菲尼舍曼（48°10'7"N, 5°37'42"E）面积17.27 平方千米，位于法国大東部大區上马恩省，该省份为法国东北部内陆省份，北起马恩省和默兹省，西接奥布省，西南接科多尔省，东南接上索恩省，东临孚日省。
与格拉菲尼舍曼接壤的市镇（或旧市镇、城区）包括：默兹河畔布兰维尔、肖蒙拉维尔、默兹河畔马兰库尔、穆宗河畔苏洛库尔、弗雷库尔、默兹河和穆宗河间布尔蒙。

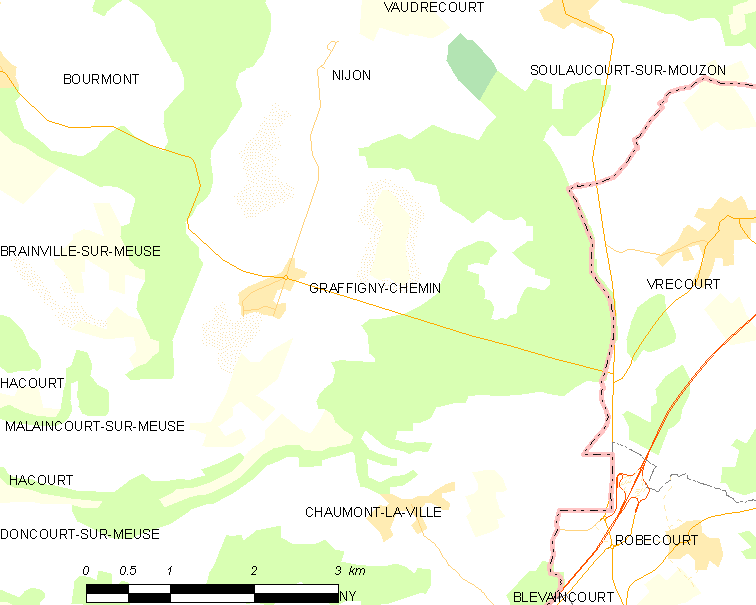
格拉菲尼舍曼的OSM定位图

格拉菲尼舍曼的时区为UTC+01:00、UTC+02:00（夏令时）。

## 行政
格拉菲尼舍曼的邮政编码为52150，INSEE市镇编码为52227。

## 政治
格拉菲尼舍曼所属的省级选区为普瓦松县。

## 人口

1962-2008年间格拉菲尼舍曼人口变化图示

格拉菲尼舍曼于2022年1月1日时的人口数量为198人。